# Estación de Fujin Road
La Estación de Fujin Road (en chino tradicional, 富錦路站; en chino simplificado, 富锦路站; pinyin, Fùjǐn Lù Zhàn) es una estación de la Línea 1 del Metro de Shanghái. Es el término norte de la línea. Está situada junto a la Autopista Wenchuan y la Yangzong Road.

## Salidas[2]
- Salida 1: Lado oeste de la Autopista Wenchuan, lado sur de Yangbei Road
- Salida 2: Lado este de la Autopista Wenchuan, lado norte de Yangzong Road